# František Novotný (textař)
František Novotný (* 7. června 1943, Praha) je český rozhlasový redaktor, scenárista, publicista, moderátor, básník, písňový textař a odborník na krizovou komunikaci.

## Život
Absolvoval Filozofickou fakultu Univerzity Karlovy a Fakultu žurnalistiky (nyní Fakulta sociálních věd) v Praze. Přes 30 let pracoval v Československém rozhlasu, nyní v Českém rozhlasu, kde připravoval hudební pořady 3 x 60 a to stereo, Textempore nebo Šansony, songy a písničky (s herečkou Janou Hlaváčovou). Po Sametové revoluci působil jako vedoucí Redakce vysílání pro zahraniční krajany. Český rozhlas Dvojka vysílal od ledna 2015 do března 2019 jeho společný pořad s Luďkem Munzarem Okouzlení slovem. Na Dvojce František Novotný vysílá také občas moderuje nedělní Dobré ráno, Česko!.
Dlouhodobě spolupracoval se skupinou Spirituál kvintet, především jako textař, ale i jako hudební režisér jejích koncertů. Je znám jako originální básník, jenž napíše během 10 minut na tři náhodně zvolená slova krátkou báseň jako oblíbené zpestření pro zábavu posluchačů koncertů skupiny, což bylo zaznamenáno i na gramofonových deskách. Písňové texty tvoří i pro další interprety. V posledních letech se věnuje veršům pro děti, básně píše k obrázkům Karla Franty.

## Dílo

### Poezie
- 2009 Ozvěna tenká jako vlas (ilustroval Jiří Anderle), ISBN 80-86212-20-3
- 2009 Blažení, ISBN 978-80-86212-08-1 (básnická sbírka, ilustroval Jiří Anderle)
- 2009 Buďme, (básnická sbírka doplněná povídkami a fejetony)
- 2016 Malovaná muzika, hudební obrázky Karla Franty s hudebními verši Františka Novotného
- 2016 Čertoviny, čertovské obrázky Karla Franty s čertovskými verši Františka Novotného

### Publicistika
- 1980 Víc než jen hlas: Paul Simon, Jacques Brel, Bulat Okudžava, Leonard Cohen, Joni Mitchellová, Donovan, Bob Dylan; Antologie zpívajících básníků 60. let; překlady textů, společně s Jiřím Vejvodou), předmluva Miloš Skalka. Praha
- 2006 Ztratil jsem hlad, dostal chuť: 15 let Eurestu v ČR